# Victor Varconi
Victor Varconi, nato  Mihály Várkonyi (Kisvárda, 31 marzo 1891 – Santa Barbara, 6 giugno 1976), è stato un attore ungherese naturalizzato statunitense.
Fu il primo attore ungherese a lavorare a Hollywood. Stella del cinema in patria e in Germania, si trasferì in California, dove venne messo sotto contratto da Cecil B. DeMille, che gli affidò il ruolo di Ponzio Pilato nel film Il re dei re (1927).
Dopo aver lasciato l'Ungheria, usò dapprima il nome Michael Varkonyi per poi, negli Stati Uniti, cambiarlo definitivamente in quello di Victor Varconi.

## Biografia
Victor Varconi, nato a Kisvárda nell'Impero austro-ungarico, fece il suo esordio nel 1910, quando debuttò in teatro a Budapest. Al 1913 risale il suo primo film, Márta di Ödön Uher ifj.. Nel 1920, firmò la regia di A Számüzött. In quello stesso anno, lasciò l'Ungheria dove, nell'agosto 1919, aveva preso il potere l'ammiraglio Miklós Horthy, il cui governo autoritario indusse a emigrare molti intellettuali e cineasti magiari.
Preso il nome di Michael Varkonyi, girò in Austria Sodom und Gomorrha diretto dal connazionale Michael Kertész (quello che poi a Hollywood diventerà uno dei più popolari registi con il nome di Michael Curtiz). Il suo ruolo è quello di co-protagonista e viene notato da Cecil B. DeMille che gli propone un contratto e il trasferimento negli USA.
Il suo primo film a Hollywood, Poisoned Paradise di Louis J. Gasnier (dove assunse il nome di Michael Varconi), aveva come protagonista Clara Bow. Nello stesso anno, girò altri quattro film dove fu diretto da Cecil B. DeMille, Frank Urson e Paul Bern.
Preso definitivamente il nome di Victor Varconi, si stabilì a Hollywood, dove continuò a lavorare fino al 1959. Saltuariamente, dal 1925 al 1932, prese parte ad alcuni film in Europa (Italia e Germania). All'avvento del sonoro, ebbe dei problemi a causa del suo accento e venne relegato a ruoli di supporto dove interpretava parti di ispanico o di straniero. Negli anni cinquanta, fece qualche apparizione televisiva, partecipando anche a trasmissioni radiofoniche.
Negli Stati Uniti, lavorò anche in teatro. A Broadway, approda solo una volta, con The Russian People, un lavoro teatrale che resta in scena dal 1942 al 1943.
Dal 1913, anno del suo esordio cinematografico in Ungheria, fino al 1959, Victor Varconi girò 120 film (compresi alcuni telefilm a fine carriera).
Morì per un attacco cardiaco a Santa Barbara, in California il 6 giugno 1976 all'età di 85 anni. Venne sepolto al Calvary Cemetery, East Los Angeles.

## Filmografia
- Sárga csikó, regia di Félix Vanyl (1913)
- Márta, regia di Ödön Uher ifj.  (1913)
- Bánk Bán, regia di Mihály Kertész (Michael Curtiz) (1914)
- Éjféli találkozás, regia di Márton Garas (1915)
- Havasi Magdolna, regia di Márton Garas (1915)
- Tetemrehívás, regia di Márton Garas (1915)
- A tolonc, regia di Michael Curtiz (1915)
- A Nagymama, regia di Alexander Korda (1916)
- Petöfi dalciklus, regia di Jenö Janovics (1916)
- Mágnás Miska, regia di Alexander Korda (1916)
- A Gyónás szentsége, regia di Jenö Janovics (1916)
- Az ezüst kecske, regia di Kertész Mihály (1916)
- Farkas, regia di Kertész Mihály (1916)
- A Riporterkirály, regia di M. Miklós Pásztory (1917)
- A Csikós, regia di M. Miklós Pásztory (1917)
- Szent Péter esernyöje, regia di Alexander Korda (1917)
- Mágia, regia di Korda Sándor (Alexander Korda) (1917)
- Az utolsó éjszaka, regia di Jenö Janovics (1917)
- A Megbélyegzett, regia di Jenö Janovics (1917)
- Ciklámen, regia di Jenö Janovics (1918)
- A Tanítónö, regia di Jenö Janovics (1918)
- A Víg özvegy, regia di Kertész Mihály (Michael Curtiz)  (1918)
- A Szerzetes, regia di Jenö Janovics (1918)
- Az ördög, regia di Kertész Mihály  (Michael Curtiz) (1918)
- Baccarat, regia di Jenö Janovics  (1918)
- Hotel Imperial, regia di Jenö Janovics (1918)
- A skorpió I., regia di Kertész Mihály (Michael Curtiz) (1918)
- 99, regia di Kertész Mihály (Michael Curtiz) (1918)
- Fehér rózsa, regia di Korda Sándor (Alexander Korda) (1919)
- A Legnagyobb bün, regia di Márton Garas (1919)
- Kutató Sámuel, regia di Márton Garas (1919)
- Sappho, regia di Márton Garas (1920)
- Die Sonne Asiens, regia di Edmund Heuberger (1921)
- Aus den Tiefen der Großstadt, regia di Fred Sauer (1921)
- Junge Mama, regia di Uwe Jens Krafft, Joe May (1921)
- Nachtbesuch in der Northernbank, regia di Karl Grune (1921)
- Povera Liliana (Arme Violetta), regia di Paul L. Stein (1921)
- Versunkene Welten, regia di Siegfried Philippi  (1922)
- Das Blut, regia di Paul Legband  - con il nome Michael Varconyi (1922)
- Herren der Meere, regia di Alexander Korda  (1922)
- Die Tragödie eines verschollenen Fürstensohnes, regia di Alexander Korda (1922)
- Sodom und Gomorrha, regia di Michael Curtiz (1922)
- Der junge Medardus, regia di Michael Curtiz (1923)
- Die Lawine, regia di Michael Curtiz  (1923)
- Namenlos, regia di Michael Curtiz (1923)
- Poisoned Paradise, regia di Louis J. Gasnier (1924)
- Il trionfo (Triumph), regia di Cecil B. DeMille (1924)
- Changing Husbands, regia di Paul Iribe e Frank Urson (1924)
- Anime nel turbine (Feet of Clay), regia di Cecil B. DeMille (1924)
- Worldly Goods, regia di Paul Bern (1924)
- L'uomo più allegro di Vienna, regia di Amleto Palermi (1925)
- Il ballerino di mia moglie (Der Tänzer meiner Frau), regia di Alexander Korda (1925)
- Gli ultimi giorni di Pompei, regia di Carmine Gallone, Amleto Palermi (1926)
- Il barcaiuolo del Volga (The Volga Boatman), regia di Cecil B. DeMille (1926)
- Silken Shackles, regia di Walter Morosco (1926)
- For Wives Only, regia di Victor Heerman (1926)
- Fighting Love, regia di Nils Olaf Chrisander (1927)
- The Little Adventuress, regia di William C. de Mille (1927)
- Il re dei re (The King of Kings), regia di Cecil B. DeMille (1927)
- The Angel of Broadway, regia di Lois Weber (1927)
- Vendetta araba (The Forbidden Woman), regia di Paul L. Stein (1927)
- Chicago, ovvero: Vampate nere (Chicago), regia di Frank Urson (1927)
- Tenth Avenue, regia di William C. de Mille (1928)
- La parata dei peccatori (Sinner's Parade), regia di John G. Adolfi (1928)
- Trafalgar (The Divine Lady), regia di Frank Lloyd (1929)
- La valanga (Eternal Love), regia di Ernst Lubitsch (1929)
- Kult ciala, regia di Michał Waszyński (1930)
- Mein Herz gehört Dir..., regia di Max Reichmann (1930)
- Die Warschauer Zitadelle, regia di Jacob Fleck e Luise Fleck (1930)
- Captain Thunder, regia di Alan Crosland (1930)
- Fiamme di gelosia (Doctors' Wives), regia di Frank Borzage (1931)
- Il cammello nero (The Black Camel), regia di Hamilton MacFadden (1931)
- Gli uomini nella mia vita (Men in Her Life), regia di William Beaudine (1931)
- L'isola della perdizione (Safe in Hell), regia di William A. Wellman (1931)
- Doomed Battalion, regia di Cyril Gardner (1932)
- Il grande agguato (Der Rebell), regia di Curtis Bernhardt (con il nome Kurt Bernhardt), Edwin H. Knopf e Luis Trenker  (1932)
- The Song You Gave Me, regia di Paul L. Stein (1933)
- The Rebel (versione inglese de Il grande agguato), regia di Edwin H. Knopf e Luis Trenker (1933)
- Menace, regia di Adrian Brunel (1934)
- The Three Cornered Hat, regia di Harry d'Abbadie d'Arrast (1935)
- Roberta, regia di William A. Seiter (1935)
- Mister Dynamite, regia di Alan Crosland (1935)
- A Feather in Her Hat, regia di Alfred Santell (1935)
- Il pirata ballerino (Dancing Pirate), regia di Lloyd Corrigan (1936)
- La conquista del West (The Plainsman), regia di Cecil B. DeMille (1936)
- Fiamme sul Marocco (Trouble in Morocco), regia di Ernest B. Schoedsack (1937)
- Men in Exile, regia di John Farrow (1937)
- La grande città (Big City), regia di Frank Borzage (1937)
- King of the Newsboys, regia di Bernard Vorhaus (1938)
- Suez, regia di Allan Dwan (1938)
- Pattuglia sottomarina (Submarine Patrol), regia di John Ford (1938)
- La vita di Vernon e Irene Castle (The Story of Vernon and Irene Castle), regia di H.C. Potter (1939)
- Mr. Moto Takes a Vacation, regia di Norman Foster (1939)
- Passaggio conteso (Disputed Passage), regia di Frank Borzage (1939)
- Everything Happens at Night, regia di Irving Cummings (1939)
- Pound Foolish, regia di Felix E. Feist (1940)
- La guida eroica (The Man from Dakota), regia di Leslie Fenton (1940)
- L'isola del diavolo (Strange Cargo), regia di Frank Borzage (1940)
- Lo sparviero del mare (The Sea Hawk), regia di Michael Curtiz (1940)
- Federal Fugitives, regia di William Beaudine (1941)
- Forced Landing, regia di Gordon Wiles (1941)
- Vento selvaggio (Reap the Wild Wind), regia di Cecil B. DeMille (1942)
- Lo scorpione d'oro (My Favorite Blonde), regia di Sidney Lanfield (1942)
- Impresa eroica (They Raid by Night), regia di Spencer Gordon Bennet (1942)
- Per chi suona la campana (For Whom the Bell Tolls), regia di Sam Wood (1943)
- The Hitler Gang, regia di John Farrow (1944)
- La storia del dottor Wassell (The Story of Dr. Wassell), regia di Cecil B. DeMille (1944)
- Scotland Yard Investigator, regia di George Blair (1945)
- Il cavaliere audace (Dakota), regia di Joseph Kane (1945)
- Gli invincibili (Unconquered), regia di Cecil B. DeMille (1947)
- La congiura di Barovia (Where There's Life), regia di Sidney Lanfield (1947)
- I pirati di Monterey (Pirates of Monterey), regia di Alfred L. Werker (1947)
- Sansone e Dalila (Samson and Delilah), regia di Cecil B. DeMille (1949)
- Prigionieri dell'eternità  (The Man Who Turned to Stone), regia di László Kardos (come Leslie Kardos) (1957)
- La guerra di domani (The Atomic Submarine), regia di Spencer Gordon Bennet  (1960)

### Televisione
- The Chevrolet Tele-Theatre - serie TV, episodio 2x30 (1950)
- Goodyear Television Playhouse - serie TV, episodio 1x06 (1951)
- Studio One - serie TV, episodio 5x44 (1953)
- Soldiers of Fortune - serie TV, episodio 2x09 (1956)
- Alfred Hitchcock presenta - serie TV, episodio 3x22 (1958)